# Lepisorus luchunensis
Lepisorus luchunensis är en stensöteväxtart som beskrevs av Y. X. Lin. Lepisorus luchunensis ingår i släktet Lepisorus och familjen Polypodiaceae. Inga underarter finns listade.